# Ricania insularis
Ricania insularis är en insektsart som beskrevs av Victor Lallemand 1950. Ricania insularis ingår i släktet Ricania och familjen Ricaniidae. Inga underarter finns listade i Catalogue of Life.